# Columbo

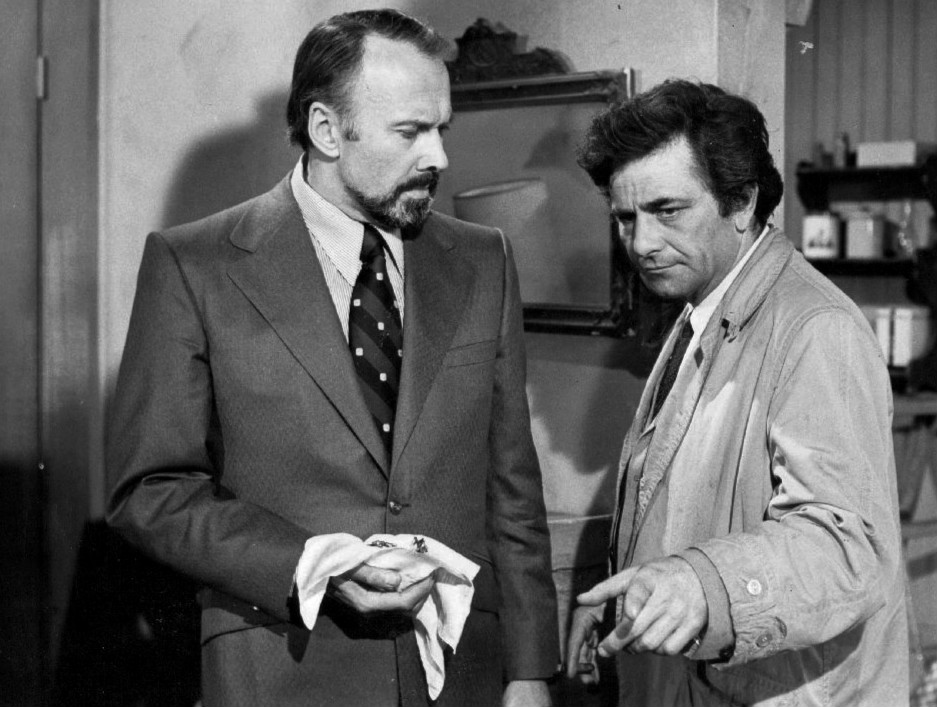
Richard Kiley i Peter Falk w scenie serialu

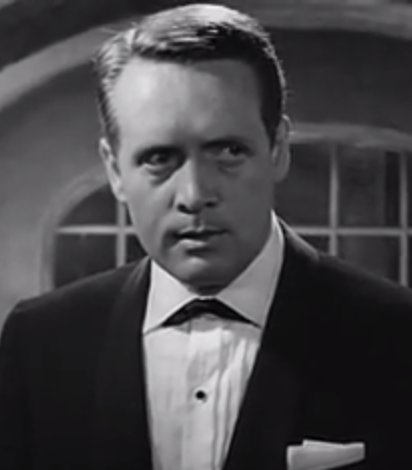
Patrick McGoohan czterokrotnie wcielał się w rolę mordercy. Wyreżyserował także 5 odcinków serialu

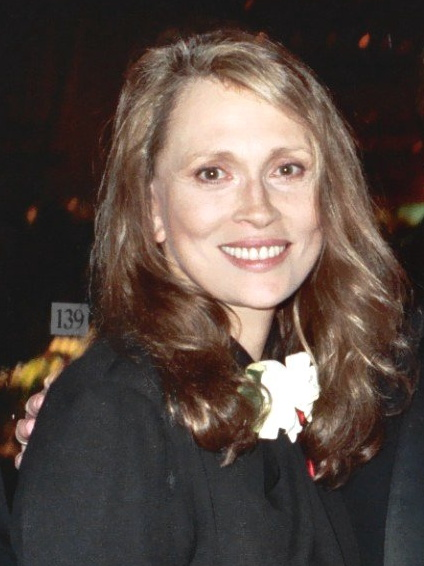
Faye Dunaway zagrała morderczynię w odcinku It’s All in the Game. Jest to jedyny odcinek, do którego scenariusz napisał Peter Falk

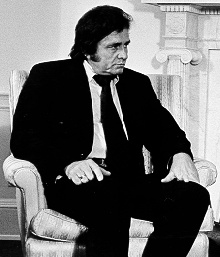
Johnny Cash zagrał piosenkarza country, który zamordował swoją żonę w odcinku Swan Song

Columbo – amerykański kryminalny serial telewizyjny, emitowany w USA w latach 1968–1978 (45 odcinków) i 1989–2003 (24 odcinki). Rolę główną grał Peter Falk. W Polsce serial wyświetlany był po raz pierwszy przez TVP w latach 70. (pod tytułem Colombo), a następnie powtarzany przez wiele stacji.

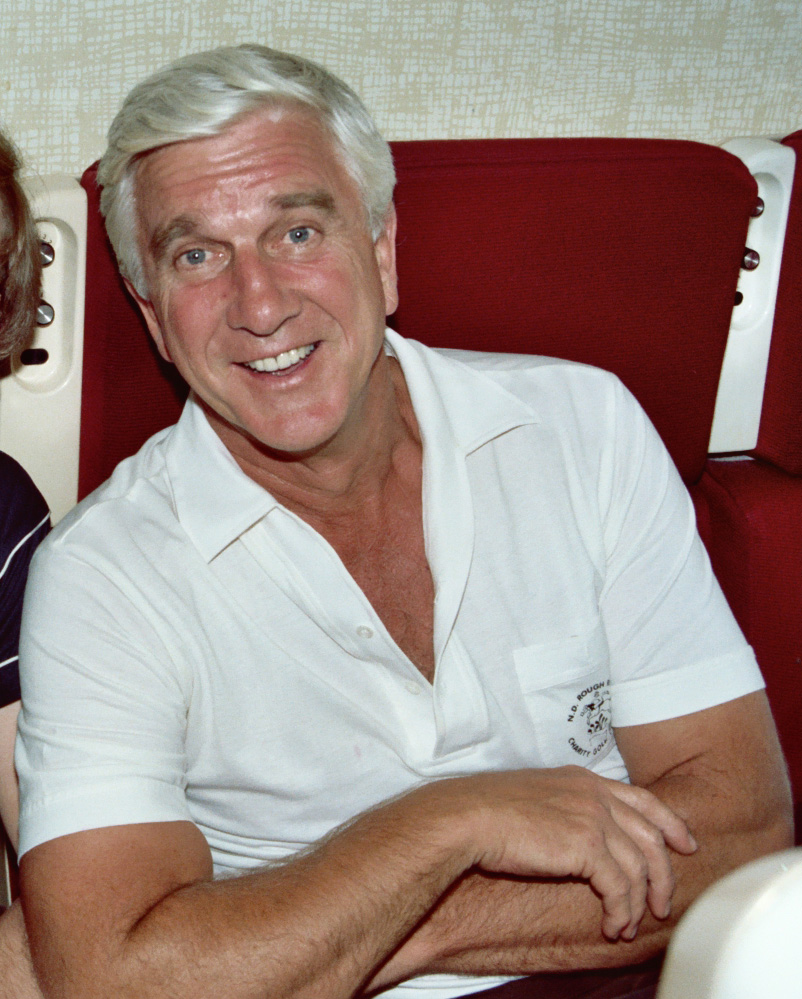
W dwóch odcinkach (w latach 70.) wystąpił Leslie Nielsen

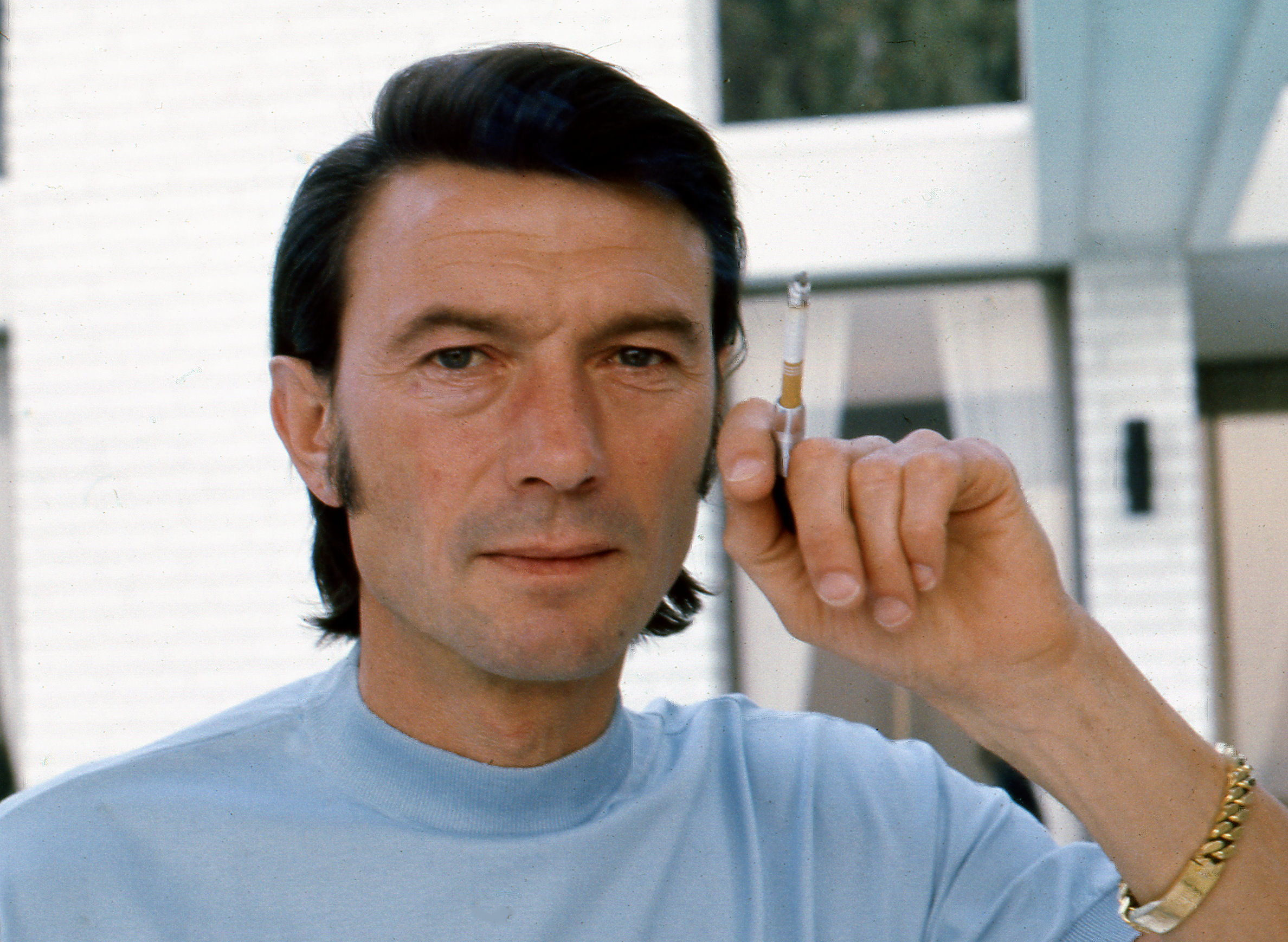
Laurence Harvey zagrał mordercę w odcinku The Most Dangerous Match. Aktor zmarł osiem miesięcy po premierze tego odcinka w wieku 45 lat

## Fabuła
Tytułowym bohaterem serialu jest porucznik Columbo, który pracuje w wydziale zabójstw policji w Los Angeles. Zbrodniarzami są głównie osoby dobrze sytuowane o wysokim statusie społecznym (lekarze, prawnicy, politycy, prezenterzy telewizyjni, sportowcy, ludzie filmu, przedsiębiorcy). Motywami zbrodni są między innymi: zabicie szantażysty, zabicie osoby, która zamierza ujawnić kompromitujące informacje, względy finansowe, chęć niedopuszczenia do sprzedaży firmy, zabicie niewiernego partnera/partnerki, wrobienie w morderstwo inną osobę i inne.
Serial spopularyzował specyficzny układ fabuły, tzw. „odwróconą tajemnicę”. Najczęściej na początku każdego odcinka widzowie dowiadują się, kto jest mordercą, poznają motyw, przygotowania oraz wykonanie zbrodni. Następnie większość każdego odcinka zajmuje dochodzenie prowadzone przez porucznika Columbo, który odnajduje zabójcę i wiąże go ze zbrodnią. Z początku zbrodniarze traktują Columbo z lekceważeniem z powodu jego sposobu bycia i niedbałego ubrania. Dla widza zagadką jest sposób wykrycia sprawcy i udowodnienia mu winy.
W standardowym układzie odcinka widz w pierwszych scenach poznaje przyszłego mordercę oraz jego ofiarę, zostaje przedstawiony motyw, a następnie przygotowania do zbrodni i jej wykonanie. Po dokonaniu morderstwa, na miejscu przestępstwa zjawia się porucznik Columbo. Porucznik rozpoczyna śledztwo, koncentrując się od początku na osobie, która popełniła zbrodnię. Od tego standardu było jednak wiele odstępstw. W części odcinków morderca nie czyni przygotowań do popełnienia morderstwa i popełnia je pod wpływem impulsu. W odcinku Columbo Goes To College Columbo towarzyszy mordercom przed i w trakcie dokonywania zbrodni oraz sam znajduje ciało. W odcinku No Time To Die Columbo nie tropi mordercy, tylko stara się wraz z innymi policjantami odnaleźć porwaną z wesela pannę młodą, na którym gościł także główny bohater (jest to jedyne w całej serii odstępstwo polegające na tym, iż nie jest popełnione morderstwo i Columbo nie spotyka się z mordercą). W epizodzie Last Salute to the Commodore nie jest ukazana scena morderstwa i nie jest zachowana formuła odwróconej tajemnicy, a wytypowany przez Columbo morderca okazuje się być ofiarą. W odcinku Undercover Columbo nie rozwiązuje stricte sprawy morderstwa, ale szuka fragmentów układanki, pracując incognito. W części z odcinków miało miejsce więcej niż jedno zabójstwo. W części odcinków przestępstwo bądź przestępstwa były dokonywane przez dwie osoby.

## Porucznik Columbo
Porucznik Columbo na przestrzeni wszystkich epizodów opowiadał o sobie, na ogół w rozmowach z podejrzanymi. Niemniej jednak w epizodzie Dead Weight Columbo przyznał, iż niektóre detale o sobie zmyśla, po to, aby uzyskać przewagę nad podejrzanymi. Często też wspomina o swojej żonie, która jednak osobiście nie pojawia się w żadnym z odcinków.
Najbardziej charakterystyczną cechą Columbo jest jego ubiór (podniszczony stary prochowiec, niechlujny krawat oraz sfatygowana koszula). Prochowiec posiada wiele kieszeni, do których Columbo chowa dowody oraz swój nieodłączny notes. Ze względu na ubiór Columbo bywał mylony z bezdomnymi lub akwizytorami. Porucznikowi towarzyszy również cygaro, które bardzo często pali lub przynajmniej trzyma w ustach. Porusza się samochodem Peugeot 403 w wersji cabrio.
W rozmowach z podejrzanymi Columbo przedstawia siebie jako nieudolnego policjanta, którego zadaniem jest jedynie napisanie raportu dla zwierzchnika. W ten sposób usypia czujność podejrzanych. Columbo stara się uzyskiwać informacje mimochodem, zadając niezobowiązujące pytania, na które podejrzani chętnie odpowiadają. Porucznik zawsze bardzo interesuje się tym, czym zawodowo zajmują się podejrzani.
Porucznik Columbo służył w armii podczas wojny koreańskiej, a po niej dołączył do nowojorskiej policji i został przydzielony do 12 posterunku. W 1958 roku za namową kuzyna Freda przeniósł się do Los Angeles.

## Kwestia liczby serii
W zależności od źródła podaje się, iż serial posiada 13 lub 10 serii. Według serwisu IMDb liczba serii wynosi 13, podczas gdy wydania DVD zawierają 10 serii. Przy podziale na 10 serii, ostatnia rozpoczyna się odcinkiem Columbo Goes to College wydanym w grudniu 1990 roku i liczy 14 odcinków (nagranych w latach 1990–2003).

## Obsada
Odtwórcą głównej, tytułowej roli był Peter Falk.

### Wielokrotne występy
Poniższa lista zawiera osoby, które wystąpiły w przynajmniej 4 odcinkach (grając różne postacie):
- Mike Lally (23 odcinki)
- John Finnegan (12 odcinków)
- Bruce Kirby (9 odcinków)
- Shera Danese (6 odcinków)
- Vito Scotti (6 odcinków)
- Ed McCready (6 odcinków)
- Fred Draper (6 odcinków)
- Dianne Travis (6 odcinków)
- Patrick McGoohan (4 odcinki)
- Robert Culp (4 odcinki)
- Val Avery (4 odcinki)
- Steven Gilborn (4 odcinki)
- Jerome Guardino (4 odcinki)
- Gerry Okuneff (4 odcinki)

### Odtwórcy ról czarnych charakterów
Poza jednym wyjątkiem każda wymieniona osoba na liście grała rolę mordercy lub osobę, która pomagała w zabójstwie (np. poprzez świadome zapewnienie sprawcy fałszywego alibi).
| Pilot - Prescription Murder: Gene Barry oraz Katherine Justice (1968) - Ransom for a Dead Man: Lee Grant (1971) Seria 1 (1971–1972) - Murder by the Book: Jack Cassidy - Death Lends a Hand: Robert Culp - Dead Weight: Eddie Albert - Suitable for Framing: Ross Martin - Lady in Waiting: Susan Clark - Short Fuse: Roddy McDowall - Blueprint for Murder: Patrick O’Neal Seria 2 (1972–1973) - Étude in Black: John Cassavetes - The Greenhouse Jungle: Ray Milland - The Most Crucial Game: Robert Culp - Dagger of the Mind: Richard Basehart oraz Honor Blackman - Requiem for a Falling Star: Anne Baxter - A Stitch in Crime: Leonard Nimoy - The Most Dangerous Match: Laurence Harvey - Double Shock: Martin Landau Seria 3 (1973–1974) - Lovely But Lethal: Vera Miles - Any Old Port in a Storm: Donald Pleasence - Candidate for Crime: Jackie Cooper - Double Exposure: Robert Culp - Publish or Perish: Jack Cassidy - Mind Over Mayhem: José Ferrer - Swan Song: Johnny Cash - A Friend in Deed: Richard Kiley oraz Michael McGuire Seria 4 (1974–1975) - An Exercise in Fatality: Robert Conrad - Negative Reaction: Dick Van Dyke - By Dawn’s Early Light: Patrick McGoohan - Troubled Waters: Robert Vaughn - Playback: Oskar Werner - A Deadly State of Mind: George Hamilton Seria 5 (1975–1976) - Forgotten Lady: Janet Leigh - A Case of Immunity: Héctor Elizondo - Identity Crisis: Patrick McGoohan - A Matter of Honor: Ricardo Montalbán - Now You See Him...: Jack Cassidy - Last Salute to the Commodore: Fred Draper Seria 6 (1976–1977) - Fade in to Murder: William Shatner - Old Fashioned Murder: Joyce Van Patten - The Bye-Bye Sky High IQ Murder Case: Theodore Bikel Seria 7 (1977–1978) - Try and Catch Me: Ruth Gordon - Murder Under Glass: Louis Jourdan - Make Me a Perfect Murder: Trish Van Devere - How to Dial a Murder: Nicol Williamson - The Conspirators: Clive Revill | Seria 8 (1989) - Columbo Goes to the Guillotine: Anthony Andrews - Murder, Smoke, and Shadows: Fisher Stevens - Sex and the Married Detective: Lindsay Crouse - Grand Deceptions: Robert Foxworth Seria 9 (1989–1990) - Murder: A Self Portrait: Patrick Bauchau - Columbo Cries Wolf: Ian Buchanan - Agenda for Murder: Patrick McGoohan - Rest in Peace, Mrs. Columbo: Helen Shaver - Uneasy Lies the Crown: James Read - Murder in Malibu: Andrew Stevens Seria 10 (1990–1991) - Columbo Goes to College: Stephen Caffrey oraz Gary Hershberger (1990) - Caution: Murder Can Be Hazardous to Your Health: George Hamilton (1991) - Columbo and the Murder of a Rock Star: Dabney Coleman (1991) Seria 11 (1991–1992) - Death Hits the Jackpot: Rip Torn i Jamie Rose (1991) - No Time to Die: (Wyjątek serii, czarny charakter nie był mordercą) Daniel McDonald (1992) - A Bird in the Hand...: Tyne Daly oraz Greg Evigan (1992) Seria 12 (1993–1994) - It’s All in the Game: Faye Dunaway oraz Claudia Christian (1993) - Butterfly in Shades of Grey: William Shatner (1994) - Undercover: Ed Begley Jr. (1994) Seria 13 (1995–2003) - Strange Bedfellows: George Wendt (1995) - A Trace of Murder: David Rasche oraz Shera Danese (1997) - Ashes to Ashes: Patrick McGoohan (1998) - Murder With Too Many Notes: Billy Connolly (2001) - Columbo Likes the Nightlife: Jennifer Sky oraz Matthew Rhys (2003) |

W pozostałych rolach i epizodach wystąpili m.in.: Ida Lupino, Leslie Nielsen, Dean Stockwell, Don Ameche, Martin Sheen, Gena Rowlands, Lesley Ann Warren, Kim Cattrall, Fionnula Flanagan, Ian McShane, Suzanne Pleshette, Blythe Danner, Barry Corbin, Vincent Price, Dana Elcar, Louise Latham, Robert Loggia, Mako, William Smith, Mel Ferrer, Patrick Macnee, Steve Schirripa, Walter Koenig, Pat Morita, John Randolph, Rod Steiger, Tony Amendola, Sally Kellerman, William Christopher.

## Lista odcinków[7]
Odcinki pilotażowe
| Nr | # | Tytuł oryginalny      | Tytuł polski                | Reżyseria      | Scenariusz                      | Premiera USA   | Czas Trwania |
| --- | - | --------------------- | --------------------------- | -------------- | ------------------------------- | -------------- | ------------ |
| 1 | 1 | Prescription: Murder  | Przepis na morderstwo       | Richard Irving | Richard Levinson & William Link | 20 lutego 1968 | 98 minut     |
| Dr Ray Fleming (Gene Barry) (psychiatra) zamierza zamordować swoją żonę (Nina Foch), współpracując ze swoją kochanką Joan Hudson (Katherine Justice). Joan zapewnia Flemingowi alibi, udając jego żonę i pokazując się z nim na lotnisku i w samolocie lecącym za granicę. Kochanka w ostatniej chwili przed wylotem odgrywa scenę kłótni, po której wysiada z samolotu, a sam Fleming wylatuje za granicę (mając świadków, iż rozstał się z żoną, kiedy ta żyła). Po powrocie mężczyzna zastaje w swoim apartamencie porucznika Columbo, który oświadcza, iż pani Fleming została zaatakowana i w ciężkim stanie przebywa w szpitalu. |   |                       |                             |                |                                 |                |              |
| 2 | 2 | Ransom for a Dead Man | Okup za nieżywego człowieka | Richard Irving | Richard Levinson & William Link | 1 marca 1971   | 92 minut     |
| Leslie Williams (Lee Grant), genialna i bezwzględna prawniczka, morduje swojego męża Paula (Harlan Warde), a następnie pozoruje porwanie dla okupu. Kobieta podrzuca sobie anonimowe żądania porywaczy oraz pozoruje telefon od uprowadzonego męża. Następnie, w porozumieniu z policją, udaje się samolotem na miejsce zrzutu okupu. |   |                       |                             |                |                                 |                |              |

Seria pierwsza
| Nr | # | Tytuł oryginalny     | Tytuł polski          | Reżyseria           | Scenariusz                              | Premiera USA         | Czas Trwania |
| --- | - | -------------------- | --------------------- | ------------------- | --------------------------------------- | -------------------- | ------------ |
| 3 | 1 | Murder by the Book   | Morderstwo z książki  | Steven Spielberg    | Steven Bochco                           | 15 września 1971     | 73 minuty    |
| Ken Franklin (Jack Cassidy) to członek dwuosobowego zespołu piszącego kryminały. Jego biznesowy partner, Jim Ferris (Martin Milner), zamierza zakończyć współpracę i kontynuować pisanie kryminałów na własny rachunek. Decyzja ta ma dla Kena negatywne konsekwencje, ponieważ w rzeczywistości to Jim pisał powieści kryminalne, a on sam zajmował się jedynie ich promowaniem. Nie chcąc dopuścić do tego, by czytelnicy poznali prawdę o tym, iż jedynym autorem książek był Ferris, Franklin postanawia go zamordować. W tym celu wywozi go do swojej daczy z dala od Los Angeles, pozorując jednocześnie włamanie do biura w LA. Na miejscu prosi Ferrisa, by ten zadzwonił do żony i skłamał, iż będzie do późna pisał książkę w swoim biurze. Następnie morduje wspólnika (który nie zdążył zakończyć połączenia telefonicznego), zapewniając sobie alibi, polegające na tym, iż w chwili popełnienia przestępstwa ofiara miała się znajdować w Los Angeles. Plan zawodzi, kiedy okazuje się, iż Ferris był widziany nieopodal daczy na krótko przed zabójstwem przez lokalną sklepikarkę, Lilly La Sankę (Barbara Colby). Franklin zmuszony zostaje do usunięcia niewygodnego świadka. |   |                      |                       |                     |                                         |                      |              |
| 4 | 2 | Death Lends a Hand   | Pomocna śmierć        | Bernard L. Kowalski | Richard Levinson & William Link         | 6 października 1971  | 73 minuty    |
| Carl Brimmer (Robert Culp) to arogancki, pewny siebie kierownik prywatnej agencji detektywistycznej. Brimmer otrzymuje zlecenie od bogatego magnata wydawniczego Arthura Kennicuta (Ray Milland). Zlecenie polega na udowodnieniu żonie Kennicuta, Lenore (Pat Crowley), iż ta zdradza swojego męża. Brimmer uzyskuje dowody zdrady, ale zamiast przekazać je Kennicutowi, zaczyna szantażować Lenore. Kobieta w reakcji na szantaż oświadcza, iż opowie o sprawie mężowi co zniszczy reputację firmy Brimmera. Mężczyzna w porywie szału, przypadkowo zabija kobietę, a następnie porzuca jej ciało na złomowisku. Jako szef agencji detektywistycznej i zaufany człowiek Kennicuta, pracuje (wraz z Columbo) nad sprawą śmierci Lenore. Manipulując śledztwem, stara się odsunąć od siebie podejrzenia. |   |                      |                       |                     |                                         |                      |              |
| 5 | 3 | Dead Weight          | Ciężar dumy           | Jack Smight         | John T. Dugan                           | 27 października 1971 | 73 minuty    |
| Generał Martin Hollister (Eddie Albert), emerytowany bohater wojenny, dowiaduje się, iż badana jest sprawa defraudacji funduszy wojskowych. Zamieszany w aferę generał, morduje swojego wspólnika w obawie przed tym, iż ten będzie zeznawał. Morderstwo ma miejsce w domu generała i jest częściowo widziane przez pływającą w okolicy Helen Stewart (Suzanne Pleshette), która wraz ze swoją matką płynie małą łódką. Hollister dowiaduje się o Helen i próbuje ją uwieść, po to by kobieta nie zeznawała przeciwko niemu. |   |                      |                       |                     |                                         |                      |              |
| 6 | 4 | Suitable for Framing | Wrobiona w morderstwo | Hy Averback         | Jackson Gillis                          | 17 listopada 1971    | 73 minuty    |
| Krytyk sztuki, Dale Kingston (Ross Martin) morduje swojego wujka, wrabiając w przestępstwo swoją ciotkę (Kim Hunter). Kingston zapewnia sobie alibi, tworząc pozory iż podczas zbrodni był na wernisażu. Następnie mężczyzna podrzuca dowody zbrodni ciotce, po to by skazana za zabójstwo, nie mogła odziedziczyć kolekcji sztuki. |   |                      |                       |                     |                                         |                      |              |
| 7 | 5 | Lady in Waiting      | Wyczekująca kobieta   | Norman Lloyd        | Barney Slater                           | 15 grudnia 1971      | 73 minuty    |
| Beth Chadwick (Susan Clark) morduje swojego brata Bryce’a (Richard Anderson). Motywem zbrodni jest wtrącanie się brata w związek Beth. Bryce nie chce by jego siostra związała się z jego podwładnym, Peterem Hamiltonem (Leslie Nielsen). Zdaniem Bryce’a, zamiary Hamiltona nie są uczciwe i zależy mu tylko na poprawieniu swojej pozycji, poprzez związek z Beth. Bryce grozi, iż zwolni Hamiltona, jeżeli ten nie zerwie z Beth. Kobieta, nie mogąc wytrzymać wtrącania się brata, morduje go, tym samym przejmując rodzinny biznes i mogąc bez przeszkód związać się z Peterem. |   |                      |                       |                     |                                         |                      |              |
| 8 | 6 | Short Fuse           | Cygara dla szefa      | Edward M. Abrams    | Lester Pine, Tina Pine i Jackson Gillis | 19 stycznia 1972     | 73 minuty    |
| Roger Stanford (Roddy McDowall) to chemik, którego wujek David (James Gregory) prowadzi biznes przejęty wcześniej przejęty od jego rodziców a kontrolowany przez jego ciotkę Doris (Ida Lupino). David zamierza sprzedać przedsięwzięcie konglomeratowi, jednakże nie może tego uczynić z powodu sprzeciwów Doris, firmowej prawniczki Everett Logan oraz Rogera. Znajdując kompromitujące materiały na Rogera, David szantażuje go i zmusza, by ten namówił ciotkę do sprzedaży firmy. Roger nie chcąc utracić rodzinnej firmy, planuje zabójstwo wujka z wykorzystaniem bomby ukrytej w pudełku z cygarami. Podczas podróży David otwiera pudełko, po czym jego auto eksploduje, zabijając jego i kierowcę. |   |                      |                       |                     |                                         |                      |              |
| 9 | 7 | Blueprint for Murder | Projekt morderstwa    | Peter Falk          | William Kelley                          | 9 lutego 1972        | 73 minuty    |
| Elliot Markham (Patrick O’Neal) to architekt posiadający wizję miasta przyszłości. Jego ostatni projekt jest finansowany przez młodą żonę Beau Williamsona (Forrest Tucker), bogatego przemysłowca, który od dłuższego czasu przebywa na zagranicznej podróży służbowej. Po powrocie do kraju, Williamson odkrywa w jaki sposób zostały zainwestowane jego pieniądze, wpada w furię i zamierza zakończyć finansowanie projektu Markhama. Elliot, chcąc zachować fundusze, decyduje się na zabójstwo sponsora. Ukrywa jego ciało (ponieważ w przypadku ujawnienia śmierci przedsiębiorcy jego pieniądze trafiłyby do funduszu powierniczego i nie mogłyby zasilać projektu), pozorując iż Beau wyjechał w kolejną podróż służbową. |   |                      |                       |                     |                                         |                      |              |

Seria druga
| Nr | # | Tytuł oryginalny           | Tytuł polski                | Reżyseria          | Scenariusz                                       | Premiera USA         | Czas Trwania |
| --- | - | -------------------------- | --------------------------- | ------------------ | ------------------------------------------------ | -------------------- | ------------ |
| 10 | 1 | Étude in Black             | Etiuda w czerni             | Nicholas Colasanto | Richard Levinson i William Link                  | 17 września 1972     | 97 minut     |
| Alex Benedict (John Cassavetes) to żonaty dyrygent pracujący w filharmonii w Los Angeles. Jego kochanka, pianistka Jennifer Welles (Anjanette Comer) zamierza wyjawić prawdę o ich romansie, domagając się od Alexa, by ten wziął rozwód z żoną. Benedict aby do tego nie dopuścić do skandalu, morduje Jennifer, pozorując samobójstwo. Zadaniem Columbo jest udowodnienie, iż Benedict był na miejscu zbrodni, co wymaga podważenia jego alibi. |   |                            |                             |                    |                                                  |                      |              |
| 11 | 2 | The Greenhouse Jungle      | Morderca ze szklarni        | Boris Sagal        | Jonathan Latimer                                 | 15 października 1972 | 74 minut     |
| Jarvis Goodland (Ray Milland) oraz jego bratanek Tony (Bradford Dillman) pozorują porwanie tego drugiego, po to by wyłudzić pieniądze z funduszu powierniczego, potrzebne Tony’emu by zatrzymać przy sobie żonę, prowadzącą wystawne życie. Jarvis gardzący bratankiem, zabija go, zamieniając broń i próbując wrobić żonę Tony’ego. |   |                            |                             |                    |                                                  |                      |              |
| 12 | 3 | The Most Crucial Game      | Decydująca rozgrywka        | Jeremy Kagan       | John T. Dugan                                    | 5 listopada 1972     | 74 minut     |
| Paul Hanlon (Robert Culp) to dyrektor zarządzający drużynową futbollową o nazwie Los Angeles Rockets, pragnący stworzyć sportowe imperium. Na drodze stoi mu jednak młody Eric Wagner (Dean Stockwell), niemający ambicji człowiek, który jest prawnym właścicielem drużyny (po tym jak ją odziedziczył). Hanlon eliminuje Wagnera, w tym celu wymyka się podczas meczu na stadionie, udając sprzedawcę lodów. Jadąc dzwoni do swojej ofiary (wiedząc, że telefon Wagnera jest podsłuchiwany), tworząc sobie alibi, iż podczas telefonowania był na stadionie. Następnie dociera do Erica i zabija go w basenie taflą lodu, pozorując wypadek. Sprawę komplikuje fakt obecności w życiu Erica, Evy Babcock (Valerie Harper), udającej sekretarkę agentki, zatrudnioną przez detektywa będącego na usługach prawnika Wagnera.                                                                     |   |                            |                             |                    |                                                  |                      |              |
| 13 | 4 | Dagger of the Mind         | Sztylet wyobraźni           | Richard Quine      | Richard Levinson & William Link                  | 26 listopada 1972    | 98 minut     |
| Sir Roger Haversham (John Williams) orientuje się, że jest wykorzystywany i manipulowany przez parę aktorów: Nicholasa Framera (Richard Basehart) oraz jego żonę Lillian Stanhope (Honor Blackman). Roger konfrontuje się z nimi, przez co zostaje przypadkowo zabity w wyniku powstałej bójki. Aktorzy wywożą jego ciało do willi Havershama, gdzie pozorują wypadek polegający na upadku ze schodów. W tym samym czasie do Londynu przylatuje Columbo na zaproszenie Scotland Yardu, by nauczyć się brytyjskich technik śledczych. Columbo jest gościem starszego stopniem detektywa Williama Durka (Bernard Fox), który zostaje przydzielony do sprawy wypadku Havershama. |   |                            |                             |                    |                                                  |                      |              |
| 14 | 5 | Requiem for a Falling Star | Rekwiem dla upadłej gwiazdy | Richard Quine      | Jackson Gillis                                   | 21 stycznia 1973     | 74 minut     |
| Jean Davis (Pippa Scott), asystentka starzejącej się gwiazdy filmowej, Nory Chandler (Anne Baxter), zamierza poślubić dziennikarza zajmującego się plotkami – Jerry’ego Parksa (Mel Ferrer). Chandler, bojąc się, że Jean ujawni swojemu przyszłemu mężowi, jej największą tajemnicę, postanawia ją zamordować. W tym celu kobieta doprowadza do zamiany aut pomiędzy Parksem a Jean (poprzez przebicie opony), a następnie wysadza samochód Jerry’ego (w którym przebywa Jean Davis). W ten sposób morderczyni chce stworzyć wrażenie, że celem był Jerry Parks, który zajmując się grzebaniem w życiorysach gwiazd, narobił sobie masę wrogów. Columbo, badając sprawę, odkrywa, kto był prawdziwym celem mordercy, detektyw demaskuje także tajemnicę Nory Chandler, która przed laty zamordowała swojego męża (pozorując zaginięcie), a jego zwłoki ukrywa pod fontanną swojego apartamentu. |   |                            |                             |                    |                                                  |                      |              |
| 15 | 6 | A Stitch in Crime          | Zaszyta zbrodnia            | Hy Averback        | Shirl Hendryx                                    | 11 lutego 1973       | 74 minut     |
| Kardiochirurdzy Barry Mayfield (Leonard Nimoy) i Edmund Hiedamann to pionierzy stojący na progu wielkiego medycznego przełomu. Mayfield pragnie natychmiastowo opublikować wyniki ich badań, podczas gdy Hiedamann chce przeprowadzić więcej testów. Kiedy stan zdrowia doktora Hiedamanna się pogarsza, Mayfield operuje go i celowo używa rozpuszczalnych nici, które po rozpuszczeniu się w ciele Hiedemanna spowodowały jego zgon. Pielęgniarka Sharon Martin orientuje się w zamiarach lekarza, któremu nigdy nie ufała. Kobieta zabiera podejrzane nici jako dowód. Mayfield obserwuje ją, a następnie morduje na szpitalnym parkingu, pozorując napaść. Później doktor próbuje wrobić w morderstwo byłego chłopaka Sharon (byłego narkomana), którego także morduje. Zadaniem Columbo jest odkrycie, jakie informacje zabrała do grobu pielęgniarka.                                      |   |                            |                             |                    |                                                  |                      |              |
| 16 | 7 | The Most Dangerous Match   | Najtrudniejsza rozgrywka    | Edward M. Abroms   | Richard Levinson & William Link                  | 4 marca 1973         | 74 minut     |
| Emmett Clayton (Laurence Harvey) to szachowy arcymistrz, który ma stanąć do pojedynku z czempionem ze wschodniej Europy, Tomlinem Dudkiem (Jack Kruschen). W przeddzień zawodów, Clayton rozgrywa towarzyski mecz z Dudkiem w restauracji, który przegrywa. Przerażony poziomem swojego rywala, Clayton decyduje się zabić rywala, w tym celu wpycha go do młynka na odpady. Dudek jednak przeżywa i w ciężkim stanie trafia do szpitala. Clayton zamierza go dobić, zanim ten odzyska przytomność. |   |                            |                             |                    |                                                  |                      |              |
| 17 | 8 | Double Shock               | Podwójny szok               | Robert Butler      | Jackson Gillis, Richard Levinson & William Link; | 25 marca 1973        | 74 minut     |
| Osobowość telewizyjna Dexter Paris i jego brat bliźniak, konserwatywny bankier Norman (obaj grani przez Martina Landau), nie utrzymują ze sobą kontaktów. Obaj jednak nie godzą się z decyzją ich bogatego wujka, Clifforda Parisa, który pomimo podeszłego wieku zamierza poślubić młodą kobietę, Lisę Chambers. Jeden z braci morduje wujka, poprzez wrzucenie do jego wanny elektrycznego miksera, a następnie przenosi jego ciało do domowej siłowni, pozorując zawał serca podczas ćwiczeń na rowerku stacjonarnym. Po śmierci Clifforda jego adwokat informuje braci, że wujek zmienił testament. Niedoszła wdowa po Cliffordzie także pada ofiarą morderstwa. Jest to jeden z nielicznych odcinków, w którym na początku nie są ujawniane wszystkie okoliczności morderstwa. |   |                            |                             |                    |                                                  |                      |              |

Seria trzecia
| Nr | # | Tytuł oryginalny        | Tytuł polski            | Reżyseria          | Scenariusz         | Premiera USA        | Czas Trwania |
| --- | - | ----------------------- | ----------------------- | ------------------ | ------------------ | ------------------- | ------------ |
| 18 | 1 | Lovely but Lethal       | Słodka, lecz śmiertelna | Jeannot Szwarc     | Myrna Bercovici    | 23 września 1973    | 74 minuty    |
| Viveca Scott (Vera Miles) jest założycielką i właścicielką Beauty Mark Cosmetics, wiodącej firmy kosmetycznej. Nowi konkurenci poważnie zagrażają jej imperium. Nadzieją na przetrwanie i rozwój jest formuła kremu, który naprawdę pomaga usunąć zmarszczki. Wstępne badania dr Murchesona (Fred Draper), głównego chemika firmy, są zachęcające. Niestety piracka kopia kremu trafia na rynek i deklasuje produkty Beauty Mark Cosmetics. Wkrótce potem znaleziono ciało Karla Lessing (Martin Sheen), młodego asystenta dr Muchesona. Porucznik Colombo prowadzi dochodzenie, w którym odkrywa związek między morderstwem a Davidem Lang (Vincent Price) – jednym z głównych konkurentów Scott. |   |                         |                         |                    |                    |                     |              |
| 19 | 2 | Any Old Port in a Storm | Koneser win             | Leo Penn           | Larry Cohen        | 7 października 1973 | 95 minut     |
| Adrian Carsini (Donald Pleasence) kieruje produkcją win na kalifornijskim wybrzeżu. W swoim środowisku uchodzi za wybitnego konesera tego trunku. Kiedy jego brat (Gary Conway) grozi, że sprzeda plantację, Adrian pod wpływem emocji zabija go. Chowa zwłoki w piwnicy i wyjeżdża na konferencję do Nowego Jorku. Po powrocie pozoruje morderstwo na nieszczęśliwy wypadek podczas nurkowania. Nie przewiduje jednak tego, że dochodzenie będzie prowadził niezawodny Columbo. Porucznik od początku wie, kto zabił. Musi tylko znaleźć niepodważalny dowód zbrodni. Przydatna może się okazać znajomość gatunków wina i wyczulony smak.                                                         |   |                         |                         |                    |                    |                     |              |
| 20 | 3 | Candidate for Crime     | Kandydat na mordercę    | Boris Sagal        | Larry Cohen        | 4 listopada 1973    | 98 minut     |
| W Kalifornii zbliżają się wybory do senatu. Faworytem jest Nelson Hayward (Jackie Cooper), któremu popularność zapewniła deklaracja bezwzględnej walki z przestępczością. Problemem polityka jest szef jego kampanii wyborczej (Ken Swofford), który zanadto miesza się w jego życie, wie o romansie z asystentką żony i innych nieuczciwych zagraniach. Hayward pozbywa się niewygodnego człowieka, zapewniając sobie przy tym niepodważalne alibi. Porucznik Columbo rozpoczyna śledztwo. |   |                         |                         |                    |                    |                     |              |
| 21 | 4 | Double Exposure         | Przekaz podświadomy     | Richard Quine      | Stephen J. Cannell | 16 grudnia 1973     | 74 minuty    |
| Doktor Bart Keppel (Robert Culp) jest specjalistą od reklamy wykorzystującej przekaz podprogowy. Ma wysokie mniemanie o samym sobie. Zostaje zwolniony z pracy przez Vica Norrisa (Robert Middleton). Bart planuje zbrodnię doskonałą - zapewnia sobie niepodważalne alibi i zabija szefa, który go nie docenił podczas projekcji krótkiego filmu reklamowego. Porucznik Columbo szybko wpada na trop, który wiedzie do rozwiązania zagadki zbrodni. |   |                         |                         |                    |                    |                     |              |
| 22 | 5 | Publish or Perish       | Pisz albo giń           | Robert Butler      | Peter S. Fischer   | 18 stycznia 1974    | 74 minuty    |
| Słynny pisarz (Mickey Spillane) chce zakończyć współpracę z obecnym wydawcą. Ponieważ wiążący go kontrakt wkrótce wygasa, ostrzega, że podpisze nową umowę z konkurencyjnym wydawnictwem. Wkrótce pisarz ginie z ręki zawodowego mordercy. Porucznik Columbo rozpoczyna dochodzenie. Musi ustalić, kto zlecił to zabójstwo. |   |                         |                         |                    |                    |                     |              |
| 23 | 6 | Mind Over Mayhem        | Umysł ponad prawem      | Alf Kjellin        | Robert Specht      | 10 lutego 1974      | 74 minuty    |
| Zamordowano znanego profesora (Lew Ayres). Wcześniej odkrył on, że syn (Robert Walker Jr.) jego kolegi (José Ferrer) przywłaszczył sobie prawo do cudzego wynalazku. Żona zamordowanego (Jessica Walter) mogłaby pomóc Columbo w śledztwie, ale nie chce zeznawać. Inny młody naukowiec (Lee Montgomery) posiada wiele cennych dla śledztwa informacji. Porucznikowi pomaga też prototypowy robot. |   |                         |                         |                    |                    |                     |              |
| 24 | 7 | Swan Song               | Łabędzia pieśń          | Nicholas Colasanto | Stanley Ralph Ross | 3 marca 1974        | 98 minut     |
| Tommy Brown (Johnny Cash) jest uwielbianym przez publiczność muzykiem country. Życie mężczyzny byłoby udane, gdyby nie despotyczna żona (Ida Lupino), która na domiar złego zaczęła go szantażować. Tommy planuje morderstwo doskonałe, do czego przydaje mu się licencja pilota i umiejętność skakania ze spadochronem. Samolot, którym leci z żoną rozbija się. Tylko Tommy wychodzi cało z katastrofy. Porucznik Columbo szybko odkrywa, że wypadek był zaplanowanym morderstwem. Musi tylko znaleźć niepodważalny dowód. |   |                         |                         |                    |                    |                     |              |
| 25 | 8 | A Friend in Deed        | Wspólnik zbrodni        | Ben Gazzara        | Peter S. Fischer   | 5 maja 1974         | 98 minut     |
| Hugh Caldwell (Michael McGuire) mieszka w zamożnej dzielnicy Los Angeles. Mężczyzna podczas kłótni zabija swoją żonę i wpada w panikę. W akcie desperacji zwraca się o pomoc do swojego przyjaciela i sąsiada, Marka Halperina (Richard Kiley). Ten obiecuje mu, że sam się wszystkim zajmie. Na miejsce zbrodni przybywa porucznik Columbo. Nie odnajduje żadnych odcisków palców, ale szybko typuje potencjalnego mordercę. Na jego nieszczęście Halperin pracuje w policji. |   |                         |                         |                    |                    |                     |              |

Seria czwarta
| Nr | # | Tytuł oryginalny        | Tytuł polski           | Reżyseria           | Scenariusz                        | Premiera USA         | Czas Trwania |
| --- | - | ----------------------- | ---------------------- | ------------------- | --------------------------------- | -------------------- | ------------ |
| 26 | 1 | An Exercise in Fatality | Zabójczy trening       | Bernard L. Kowalski | Larry Cohen                       | 15 września 1974     | 98 minut     |
| Milo Janus (Robert Conrad) jest charyzmatycznym właścicielem sieci fitness clubów. Pewnego dnia jego wspólnik w interesach Buddy Castle (Pat Harrington Jr.) odkrywa, że mężczyzna ma na swoim sumieniu przekręty finansowe i od lat go oszukuje. Aby uniknąć kłopotów, Janus zabija swojego partnera. W jego mniemaniu jest to morderstwo doskonałe - wygląda na nieszczęśliwy wypadek, a poza tym Milo przygotował sobie genialne alibi. Śledztwo w sprawie prowadzi jednak porucznik Columbo, który nigdy nie daje się zwieść pozorom.                                  |   |                         |                        |                     |                                   |                      |              |
| 27 | 2 | Negative Reaction       | Błędna reakcja         | Alf Kjellin         | Peter S. Fischer                  | 6 października 1974  | 98 minut     |
| Żona sławnego fotografa (Antoinette Bower) zostaje uprowadzona. Wszystko wydaje się jasne - za porwanie odpowiada były więzień, który zostaje zastrzelony przez męża kobiety (Dick Van Dyke) przy próbie przekazania okupu. Śledztwo rozpoczyna porucznik Columbo. Uważa on, że sprawa wcale nie jest tak oczywista, jak mogłoby się wydawać. |   |                         |                        |                     |                                   |                      |              |
| 28 | 3 | By Dawn’s Early Light   | W świetle poranka      | Harvey Hart         | Howard Berk                       | 26 października 1974 | 98 minut     |
| Pułkownik Lyle C. Rumford (Patrick McGoohan), dyrektor prestiżowej akademii wojskowej, odchodzi na emeryturę. Ciężko to znosi. Dodatkowo martwi go fakt, że uczelnia decyzją Williama Haynesa (Tom Simcox) ma zostać przekształcona w koedukacyjną szkołę. Wkrótce Haynes ginie, odpalając działo, podczas obchodów święta szkoły. Winnym wypadku zostaje uznany kadet, który czyścił broń przed uroczystością. Porucznik Columbo rozpoczyna dochodzenie. Szybko wpada na trop. Sądzi, że sfrustrowany szef mógł dopuścić się zabójstwa.                                   |   |                         |                        |                     |                                   |                      |              |
| 29 | 4 | Troubled Waters         | Wzburzone wody         | Ben Gazzara         | Jackson Gillis i William Driskill | 9 lutego 1975        | 98 minut     |
| Porucznik Columbo wyrusza z żoną w rejs do Meksyku. Jednym z pasażerów statku, którym podróżują, jest Hayden Danziger (Robert Vaughn). Mężczyzna planuje dokonać zbrodni. Wokalistka Rosanna Wells (Poupée Bocar) straszy go, że jeżeli nie spełni jej wymagań, opowie o ich romansie jego żonie (Jane Greer). Hayden planuje zastrzelić Rosannę. Zakłada, że o morderstwo zostanie oskarżony Lloyd Harrington (Dean Stockwell) – pianista, którego kobieta ostatnio porzuciła.                                                                                            |   |                         |                        |                     |                                   |                      |              |
| 30 | 5 | Playback                | Playback               | Bernard L. Kowalski | David P. Lewis                    | 2 marca 1975         | 74 minuty    |
| Pasjonat elektroniki Harold van Wick (Oskar Werner) zdobył majątek i pozycję dzięki małżeństwu. Mężczyzna przeznacza ogromne sumy pieniędzy na eksperymenty i różne gadżety elektroniczne, co doprowadza jego oszczędną teściową do furii. Kobieta wynajmuje prywatnego detektywa, który zdobywa dowody na to, że zięć nie jest wierny jej córce. Grozi mu, że zwolni go ze swojej firmy. Harold, który może stracić wszystko, zabija swoją teściową. Sprytnie wykorzystuje elektroniczne wynalazki, by zdobyć niepodważalne alibi. Porucznik Columbo rozpoczyna śledztwo. |   |                         |                        |                     |                                   |                      |              |
| 31 | 6 | A Deadly State of Mind  | Śmiertelny stan umysłu | Harvey Hart         | Peter S. Fischer                  | 27 kwietnia 1975     | 74 minuty    |
| Psychiatra Mark Collier (George Hamilton) ma romans ze swoją bogatą i atrakcyjną pacjentką, Nadią Donner (Lesley Ann Warren). Regularnie hipnotyzuje kobietę i na podstawie jej zwierzeń pisze książkę, która - w jego mniemaniu - okaże się prawdziwym bestsellerem. Pewnego dnia mąż Nadii (Stephen Elliott) przyłapuje kochanków na gorącym uczynku. Mark zabija go pogrzebaczem i przekonuje Nadię, by powiedziała policji, że pan Donner (Stephen Elliott) został zamordowany przez włamywaczy. Porucznik Columbo rozpoczyna śledztwo w tej sprawie.                  |   |                         |                        |                     |                                   |                      |              |

Seria piąta
| Nr | # | Tytuł oryginalny             | Tytuł polski               | Reżyseria        | Scenariusz       | Premiera USA         | Czas Trwania |
| --- | - | ---------------------------- | -------------------------- | ---------------- | ---------------- | -------------------- | ------------ |
| 32 | 1 | Forgotten Lady               | Zapomniana dama            | Harvey Hart      | William Driskill | 14 września 1975     | 73 minuty    |
| W Hollywood trwają przygotowania do wielkiej gali z udziałem gwiazd filmowych. Wśród nich jest zapomniana królowa ekranu, Grace Wheeler Willis (Janet Leigh). Teraz zapowiada ona swój artystyczny powrót. Wraz z byłym partnerem filmowym, Nedem Diamondem (John Payne), oświadczają, że zamierzają stworzyć musical z Grace w roli głównej. Mąż aktorki (Sam Jaffe) odmawia sfinansowania jej artystycznych planów. Kobieta zabija go z zimną krwią. Zbrodnię pozoruje na samobójstwo. Porucznik Columbo rozpoczyna śledztwo w tej sprawie. |   |                              |                            |                  |                  |                      |              |
| 33 | 2 | A Case of Immunity           | Sprawa immunitetu          | Ted Post         | James Menzies    | 12 października 1975 | 73 minuty    |
| Hassan Salah (Héctor Elizondo) jest pierwszym sekretarzem konsulatu państwa Surian w Los Angeles. Pragnie, aby w jego kraju prowadzono rządy tradycyjnymi metodami. Tymczasem młody król (Barry Robins) jest otwarty na wpływy zachodniej polityki. Hassan postanawia pozbyć się swojego rywala, szefa bezpieczeństwa Youseffa Alafa (André Lawrence), i zrzucić winę na protestujących suriańskich studentów, którzy popierają króla. Gdy dochodzi do zbrodni, porucznik Columbo postanawia rozwikłać zagadkę morderstwa Alafa.              |   |                              |                            |                  |                  |                      |              |
| 34 | 3 | Identity Crisis              | Kryzys tożsamości          | Patrick McGoohan | William Driskill | 2 listopada 1975     | 73 minuty    |
| Rządowy agent do zadań specjalnych Nelson Brenner (Patrick McGoohan) dowiaduje się, że jego dawny partner, używający pseudonimu Geronimo (Leslie Nielsen), wciąż żyje. Mężczyzna ten odkrył w przeszłości, że Nelson jest podwójnym agentem. Brenner musi się go pozbyć, zanim jego mroczny sekret ujrzy światło dzienne. Gdy dochodzi do zbrodni, na miejsce przybywa porucznik Columbo, który tym razem będzie musiał sobie poradzić z prowadzeniem śledztwa w tajemniczym świecie amerykańskiego wywiadu.                                  |   |                              |                            |                  |                  |                      |              |
| 35 | 4 | A Matter of Honor            | Sprawa honoru              | Ted Post         | Brad Radnitz     | 1 lutego 1976        | 73 minuty    |
| Torreador Luis Montoya (Ricardo Montalban) jest prawdziwym narodowym bohaterem. Jego długoletni przyjaciel i asystent Hector Rangel (Robert Carricart) zna jednak mroczny sekret legendarnego Meksykanina. Gdy Louis dowiaduje się, że Hector zamierza odejść, postanawia się go pozbyć. Zaprasza przyjaciela na ostatni występ na arenie. Tam dokonuje zbrodni. Porucznik Columbo, który spędza wakacje w Tijuanie, zostaje włączony w śledztwo lokalnej policji.                                                                            |   |                              |                            |                  |                  |                      |              |
| 36 | 5 | Now You See Him              | Iluzjonista                | Harvey Hart      | Michael Sloan    | 29 lutego 1976       | 73 minuty    |
| Santini (Jack Cassidy) zrobił imponującą karierę jako iluzjonista w nocnym klubie w Los Angeles. Genialny magik ukrywa swoją mroczną przeszłość. Tak naprawdę nazywa się on Stefan Mueller i w czasie wojny był nazistowskim oficerem. Pracodawca Santiniego (Cynthia Sikes) odkrywa tajemnicę jego tożsamości i zaczyna go szantażować. Iluzjonista postanawia pozbyć się niewygodnego człowieka. Gdy dochodzi do zbrodni, porucznik Columbo rozpoczyna dochodzenie, wykorzystując swoje śledcze sztuczki.                                   |   |                              |                            |                  |                  |                      |              |
| 37 | 6 | Last Salute to the Commodore | Ostatni toast za Komandora | Patrick McGoohan | Jackson Gillis   | 2 maja 1976          | 73 minuty    |
| Komandor Swanson (John Dehner) jest coraz bardziej niezadowolony ze sposobu, w jaki jego zięć Clay (Robert Vaughn) prowadzi stocznię - interes życia Swansona. Podczas urodzin komandora zięć i inni goście dowiadują się, że Swanson zamierza sprzedać stocznię. Jeszcze tej samej nocy komandor ginie. Porucznik Columbo podejrzewa, że Clay miał coś wspólnego ze śmiercią Swansona. |   |                              |                            |                  |                  |                      |              |

Seria szósta
| Nr | # | Tytuł oryginalny                      | Tytuł polski          | Reżyseria           | Scenariusz           | Premiera USA         | Czas Trwania |
| --- | - | ------------------------------------- | --------------------- | ------------------- | -------------------- | -------------------- | ------------ |
| 38 | 1 | Fade in to Murder                     | Filmowe morderstwo    | Bernard L. Kowalski | Henry Garson         | 10 października 1976 | 73 minuty    |
| Aktor Ward Fowler (William Shatner) gra detektywa w serialu telewizyjnym. Producentka Clare Daley (Lola Albright), była kochanka Fowlera, odkrywa jego pilnie strzeżony sekret. Szantażowany przez dawną partnerkę aktor decyduje się ją zabić. Podczas śledztwa w sprawie śmierci Clare, które prowadzi porucznik Columbo, Fowler próbuje skierować podejrzenia na Sida (Alan Manson), męża Clare. |   |                                       |                       |                     |                      |                      |              |
| 39 | 2 | Old Fashioned Murder                  | Staromodne morderstwo | Robert Douglas      | Peter S. Fischer     | 28 listopada 1976    | 73 minuty    |
| Rodzinne muzeum, które prowadzą Ruth (Joyce Van Patten) i Edward Lytton (Tim O’Connor), przynosi jedynie straty. Edward jest zdania, ze należy sprzedać nierentowny interes. Natomiast Ruth ma inny pomysł na wyjście z tarapatów i wprowadza go w życie. Wynajmuje pewnego mężczyznę, Miltona Shaeffera (Peter S. Feibleman), aby dokonał kradzieży w muzeum. W ten sposób Ruth zagarnęłaby całą sumę z ubezpieczenia muzeum. Ruth nie poprzestaje na zaplanowaniu kradzieży. Zabija wynajętego złodzieja i kreuje okoliczności w taki sposób, aby podejrzenie padło na jego brata – partnera Janie (Jeannie Berlin), ukochanej krewnej Ruth. Tymczasem całą sprawą zaczyna się interesować porucznik Columbo. |   |                                       |                       |                     |                      |                      |              |
| 40 | 3 | The Bye Bye Sky-High I.Q. Murder Case | Test na inteligencję  | Sam Wanamaker       | Robert Malcolm Young | 22 maja 1977         | 73 minuty    |
| Dwaj mężczyźni Oliver Brandt (Theodore Bikel) i Mike (Kenneth Mars), którzy znają się od czasów college’u, prowadzą wspólny interes. Okazuje się, że jeden z nich okrada klientów. Zdobywa w ten sposób pieniądze na prezenty dla żony. Kiedy jego przyjaciel grozi, że ujawni tę informację, zostaje zabity przez partnera winnego defraudacji. Problem w tym, że sprawca zbrodni jest człowiekiem o jednym z najwyższych IQ na świecie. Wydaje się więc, że zadbał o wszystkie szczegóły, planując morderstwo doskonałe. Porucznik Columbo musi wyjaśnić tę trudną sprawę. |   |                                       |                       |                     |                      |                      |              |

Seria siódma
| Nr | # | Tytuł oryginalny         | Tytuł polski                | Reżyseria      | Scenariusz       | Premiera USA      | Czas Trwania |
| --- | - | ------------------------ | --------------------------- | -------------- | ---------------- | ----------------- | ------------ |
| 41 | 1 | Try and Catch Me         | Spróbuj mnie złapać         | James Frawley  | Gene Thompson    | 21 listopada 1977 | 73 min       |
| Starzejąca się, lecz majętna autorka kryminałów, Abigail Mitchell (Ruth Gordon), nie może się pogodzić ze śmiercią swojej siostrzenicy w wypadku na łodzi. Sądzi, że mąż zmarłej, Edmund (Charles Frank), zaplanował całe zajście, pozorując nieszczęśliwą tragedię. Abigail zastawia więc na niego pułapkę - zaprasza go do siebie i w dogodnym momencie zamyka Edmunda w swoim sejfie bez dostępu tlenu. Następnie wylatuje do Nowego Jorku. Porucznik Columbo podejrzewa ją o dokonanie mordu, jednak brakuje mu wielu cennych informacji.                                                                  |   |                          |                             |                |                  |                   |              |
| 42 | 2 | Murder under Glass       | Morderstwo pod szkłem       | Jonathan Demme | Robert Van Scoyk | 30 stycznia 1978  | 73 min       |
| W restauracji dochodzi do kłótni między znanym krytykiem kulinarnym Paulem Gerardem (Louis Jourdan) i właścicielem lokalu Vittorio Rossim (Michael V. Gazzo). W obliczu gróźb Rossiego Gerard opuszcza restaurację. Niebawem Rossi umiera. Przyczyną jego śmierci okazuje się trucizna zawarta w winie, które sam odkorkowywał. Porucznik Columbo podejmuje śledztwo w tej sprawie. |   |                          |                             |                |                  |                   |              |
| 43 | 3 | Make Me a Perfect Murder | Morderstwo prawie doskonałe | James Frawley  | Robert Blees     | 28 lutego 1978    | 73 min       |
| Kay Freestone (Trish Van Devere) pracuje jako asystentka kierownika telewizyjnej kablowej, Marka McAndrewsa (Laurence Luckinbill). Z przełożonym łączą ją nie tylko ścisłe relacje zawodowe, ale również osobiste. Kiedy Mark otrzymuje awans, Kay ma nadzieję, że McAndrews załatwi jej lepsze stanowisko pracy. Okazuje się jednak, że Mark nie ma takich zamiarów. Wówczas rozczarowana Kay zabija swojego byłego szefa. Stworzone przez nią alibi wydaje się niepodważalne. Mimo urazu szyi porucznik Columbo stara się zdemaskować prawdziwe zamiary morderczyni.                                         |   |                          |                             |                |                  |                   |              |
| 44 | 4 | How to Dial a Murder     | Morderstwo przez telefon    | James Frawley  | Anthony Lawrence | 15 kwietnia 1978  |              |
| Doktor Eric Mason (Nicol Williamson) jest niezwykle zrównoważonym człowiekiem. Uczy innych, w jaki sposób kontrolować siebie i własne życie. Żona doktora zmarła w niewyjaśnionych okolicznościach. Niebawem ginie również najlepszy przyjaciel Masona, doktor Garrison (Frank Aletter). Prowadzący śledztwo porucznik Columbo zwraca uwagę na ukochane psy Masona. |   |                          |                             |                |                  |                   |              |
| 45 | 5 | The Conspirators         | Konspiratorzy               | Leo Penn       | Howard Berk      | 13 maja 1978      | 73 min       |
| Handlarz bronią zostaje zabity w pokoju hotelowym w Los Angeles. Na miejscu zbrodni policja odkrywa liczne dowody, wśród których jest butelka irlandzkiej whisky. Analizujący je porucznik Columbo podejrzewa, że w sprawę jest zamieszany poeta Joe Devlin (Clive Revill). Artysta, były członek IRA, obecnie angażuje się w akcje charytatywne na rzecz ofiar konfliktu. Wychodzi jednak na jaw, że jego rozstanie z irlandzkimi terrorystami jest tylko pozorne. W rzeczywistości Devlin planuje przerzut broni na Szmaragdową Wyspę. Zabił on handlarza, podejrzewając go o zdradę ich wspólnych zamiarów. |   |                          |                             |                |                  |                   |              |

Seria ósma
| Nr | # | Tytuł oryginalny               | Tytuł polski                                       | Reżyseria     | Scenariusz             | Premiera USA    | Czas Trwania |
| --- | - | ------------------------------ | -------------------------------------------------- | ------------- | ---------------------- | --------------- | ------------ |
| 46 | 1 | Columbo Goes to the Guillotine | Columbo idzie pod gilotynę                         | Leo Penn      | William Read Woodfield | 6 lutego 1989   | 73 min       |
| Wielki sztukmistrz cyrkowy Max Dyson (Anthony Zerbe) ginie, wykonując opracowaną przez siebie sztuczkę. Skonstruowana przez niego gilotyna, która miała dostarczyć rozrywki widzom, staje się jego zgubą. Sprawą zajmuje się porucznik Columbo. Detektyw nie wierzy, że śmierć iluzjonisty była przypadkowa. Podejrzewa, że ktoś starannie zaplanował to spektakularne i okrutne morderstwo. |   |                                |                                                    |               |                        |                 |              |
| 47 | 2 | Murder, Smoke and Shadows      | Morderstwo, mgła i cienie (albo „W cieniu iluzji”) | James Frawley | Richard Alan Simmons   | 27 lutego 1989  | 73 min       |
| Alex Bradley (Fisher Stevens) jest wschodzącą gwiazdą jednej z wytwórni filmowych. Jeszcze nie skończył trzydziestu lat, a już zdobył sławę jednego z najlepszych reżyserów świata. Sam Alex szczególną uwagę przywiązuje do swojego wizerunku nastolatka, po mieście biega w trampkach, a wyposażenie jego mieszkania na terenie studia filmowego stanowią flippery, automaty z gumą do żucia i kolejka elektryczna. Pewnego dnia Aleksa odwiedza dawny przyjaciel Lenny (Jeff Perry) i informuje go o śmierci ich kolegi Buddy’ego. Okazuje się, że młody mężczyzna zmarł dokładnie w dziesięć lat po tragicznym wypadku siostry Lenny’ego, Jenny. W pozostawionych przez niego rzeczach znaleziono film z wypadku dziewczyny. Sfilmowane zdarzenia mogą zaważyć na dalszej karierze Aleksa. Sprawą zajmuje się porucznik Columbo. |   |                                |                                                    |               |                        |                 |              |
| 48 | 3 | Sex and the Married Detective  | Kobieta w czerni                                   | James Frawley | Jerrold L. Ludwig      | 3 kwietnia 1989 | 73 min       |
| Doktor Joan Allenby (Lindsay Crouse) jest dyrektorką nowoczesnej kliniki ginekologicznej. Oprócz tego prowadzi popularny program radiowy, w którym udziela rad jako seksuolog. Jej własne życie uczuciowe jest dalekie od ideału. Kochanek i partner w interesach Davia Kincaid (Stephen Macht) zdradza ją. Gdy pewnego dnia Joan wraca wcześniej z konferencji w Nowym Jorku, zastaje Davida zabawiającego się w łóżku z ich sekretarką Cindy (Julia Montgomery). Rozwścieczona pani doktor decyduje się na radykalne rozwiązanie problemu. Gdy David ginie, sprawą jego śmierci zajmuje się porucznik Columbo. Wbrew pozorom, prowadzone przez niego śledztwo, okazuje się bardzo skomplikowane. |   |                                |                                                    |               |                        |                 |              |
| 49 | 4 | Grand Deceptions               | Wielkie oszustwa                                   | Sam Wanamaker | Sy Salkowitz           | 1 maja 1989     | 73 min       |
| Z prywatnej fundacji dla żołnierzy, założonej przez zasłużonego i szanowanego generała Jacka Padgeta (Stephen Elliott), znikają pokaźne sumy pieniędzy. Gdy jeden z pracowników, major Lester Keegan (Andy Romano) zaczyna coś podejrzewać, dochodzi do brutalnego morderstwa. Do akcji wkracza porucznik Columbo, którego uwagę zwraca aroganckie zachowanie dyrektora fundacji porucznika Franka Brailie'a (Robert Foxworth). |   |                                |                                                    |               |                        |                 |              |

Seria dziewiąta
| Nr | # | Tytuł oryginalny           | Tytuł polski                | Reżyseria        | Scenariusz                      | Premiera USA      | Czas Trwania |
| --- | - | -------------------------- | --------------------------- | ---------------- | ------------------------------- | ----------------- | ------------ |
| 50 | 1 | Murder, a Self Portrait    | Morderstwo: autoportret     | James Frawley    | Robert Sherman                  | 25 listopada 1989 | 73 min       |
| Artysta malarz Max Barsini (Patrick Bauchau) prowadzi dość nietypowy tryb życia. Mężczyzna jest związany z trzema kobietami: żoną Vanessą (Shera Danese), modelką Julie (Isabel García Lorca) oraz byłą żoną Louise (Fionnula Flanagan), mieszkająca w sąsiedztwie. Max odczuwa graniczącą z rozkoszą przyjemność, widząc, jak te trzy kobiety zabiegają o jego uwagę. Jednocześnie cieszy go kontrolowanie ich. Pewnego dnia mężczyzna dowiaduje się, że Louise zaczęła spotykać się z psychologiem. Zaniepokojony podejrzewa, że była żona porzuci go dla innego i zdradzi jego tajemnice. Postanawia ją zabić i pozoruje jej zatonięcie. Sprawą zajmuje się porucznik Columbo, który od początku nie wierzy, że śmierć Louise była przypadkowa. |   |                            |                             |                  |                                 |                   |              |
| 51 | 2 | Columbo Cries Wolf         | Fałszywy alarm              | Daryl Duke       | Richard Levinson i William Link | 20 stycznia 1990  | 73 min       |
| Dian Hunter (Deidre Hall) i Sean Brantley (Ian Buchanan) są współwłaścicielami czasopisma dla mężczyzn "Bachelor´s World" i kochankami. Pewnego dnia Diane przekonuje się, że nie jest jedyną kobietą Seana i postanawia od niego odejść. Gdy przez kilka dni nie daje znaku życia, jej znajomy Sir Harry Matthews wzywa na pomoc Scottland Yard. Wkrótce w poszukiwania zaginionej włącza się porucznik Columbo. |   |                            |                             |                  |                                 |                   |              |
| 52 | 3 | Agenda for Murder          | Morderstwo w programie dnia | Patrick McGoohan | Jeffrey Bloom                   | 10 lutego 1990    | 73 min       |
| Porucznik Columbo bada sprawę zagadkowej śmierci Franka Staplina (Louis Zorich). Mężczyznę, który przez lata żył w konflikcie z prawem, znaleziono w jego gabinecie. Zgodnie z wynikiem wstępnych oględzin zginął na skutek strzału w głowę. Wszystko wskazuje na to, że popełnił samobójstwo. Jednak broń, którą znaleziono w pokoju obok zabitego, nie była pobrudzona krwią. Ten fakt budzi podejrzenia czujnego detektywa. Okazuje się, że ostatnią osobą, która widziała Staplina żywego, był Oscar Finch, mężczyzna o bardzo silnych koneksjach politycznych. Finch nie życzy sobie, by porucznik zadawał zbyt wiele pytań. |   |                            |                             |                  |                                 |                   |              |
| 53 | 4 | Rest in Peace, Mrs Columbo | Spoczywaj w pokoju          | Vincent McEveety | Peter S. Fischer                | 31 marca 1990     | 73 min       |
| Na jednym z cmentarzy Los Angeles porucznik Columbo żegna swoją zamordowaną żonę. Detektyw nie podejrzewa, że wśród osób, które opłakują zmarłą, jest chora psychicznie wdowa Vivian Dimitri (Helen Shaver), która pragnie pomścić śmierć swojego męża, który zmarł w więzieniu. |   |                            |                             |                  |                                 |                   |              |
| 54 | 5 | Uneasy Lies the Crown      | Zemsta dentysty             | Alan J. Levi     | Steven Bochco                   | 28 kwietnia 1990  | 73 min       |
| Porucznik Columbo prowadzi śledztwo w sprawie śmierci dwóch mężczyzn. Jeden z nich jest byłym mężem, a drugi kochankiem Lydii Corman (Jo Anderson). Kobieta staje się główną podejrzaną w tej spawie. Niebawem uwagę ekscentrycznego porucznika zwraca drugi mąż kobiety, dentysta Wesley Corman (James Read), który zdaje się ukrywać jakiś sekret. |   |                            |                             |                  |                                 |                   |              |
| 55 | 6 | Murder in Malibu           | Morderstwo w Malibu         | Walter Grauman   | Jackson Gillis                  | 14 maja 1990      | 73 min       |
| Znana pisarka Therese Goren (Janet Margolin) zostaje zamordowana. Głównym podejrzanym w sprawie staje się jej narzeczony Wayne (Andrew Stevens). Mężczyzna przyznaje, że strzelał do Therese, ale jednocześnie twierdzi, że jej nie zabił. Zeznania Wayne’a budzą poważne wątpliwości porucznika Columbo, który postanawia rozpocząć śledztwo. |   |                            |                             |                  |                                 |                   |              |

Seria dziesiąta
| Nr | # | Tytuł oryginalny                                | Tytuł polski                              | Reżyseria       | Scenariusz                               | Premiera USA     | Czas Trwania |
| --- | - | ----------------------------------------------- | ----------------------------------------- | --------------- | ---------------------------------------- | ---------------- | ------------ |
| 56 | 1 | Columbo Goes to College                         | Columbo idzie na uczelnię                 | E.W. Swackhamer | Jeffrey Bloom i Frederick King Keller    | 9 grudnia 1990   | 73 min       |
| Cooper Redman (Gary Hershberger) i Justin Rowe (Stephen Caffrey) studiują na Harvardzie u szanowanego profesora kryminologii Ruska (James Sutorius). Pewnego dnia wykładowca dowiaduje się, że ci dwaj studenci, nienależący do pilnych, wykradli mu testy. Zirytowany, zamierza wyrzucić ich z uczelni. Kilka dni później zajęcia na uczelni, w zastępstwie za znajomego, prowadzi porucznik Columbo. Jego wykład podoba się słuchaczom, którzy pytając o szczegóły, odprowadzają go aż na parking. Tam, znajdują ciało profesora Ruska. Cooper i Justin oferują porucznikowi swoją pomoc w prowadzeniu śledztwa. Wkrótce okazuje się, że Rusk miał romans z żoną trenera koszykarzy, z którą spędził ostatnią noc. Co więcej, wiadomo, że prowadził sprawę dotyczącą bankowych malwersacji, a w dodatku naraził się któremuś ze studentów. Sprawa okazuje się niezwykle skomplikowana. |   |                                                 |                                           |                 |                                          |                  |              |
| 57 | 2 | Caution: Murder Can Be Hazardous to Your Health | Uwaga: morderstwo może zaszkodzić zdrowiu | Daryl Duke      | Sonia Wolf, Patricia Ford, April Raynell | 20 lutego 1991   | 73 min       |
| Wade Anders (George Hamilton) to popularny prezenter telewizyjny, którego karierę chce zniszczyć zazdrosny kolega, Budd Clarke (Peter Haskell. Pewnego dnia Budd upublicznia kompromitujące zdjęcie o tematyce pornograficznej, na którym główna postacią jest Wade. Następnego dnia zostaje znaleziony martwy. Specjaliści podejrzewają, że Clarke zmarł na zawał. Porucznikowi Columbo nie podoba się ustalona przez nich wersja zdarzeń. |   |                                                 |                                           |                 |                                          |                  |              |
| 58 | 3 | Columbo and the Murder of a Rock Star           | Columbo i śmierć gwiazdy rocka            | Alan J. Levi    | William Read Woodfield                   | 29 kwietnia 1991 | 73 min       |
| Hugh Creighton (Dabney Coleman) jest cenionym adwokatem, który nie przegrał żadnej sprawy. Niestety jego życie prywatne nie jest usłane różami. Mężczyzna żyje z byłą piosenkarką rockową Marcy Edwards (Cheryl Paris), która nie należy do najwierniejszych kobiet. Pewnego dnia od prywatnego detektywa prawnik dowiaduje się, że jego przyjaciółka zdradziła go w jego domku plażowym z przystojnym żółtodziobem Neddym Malcolmem (Julian Stone). Postanawia się zemścić. Marcy próbuje go jeszcze szantażować, ale jej starania nie przynoszą żadnego skutku. Kobieta pada ofiarą starannie przemyślanej zbrodni. Wówczas do akcji wkracza porucznik Columbo, który musi udowodnić, że zabójcą był Hugh. Niestety, adwokat ma doskonałe alibi. |   |                                                 |                                           |                 |                                          |                  |              |

Seria jedenasta
| Nr | # | Tytuł oryginalny       | Tytuł polski            | Reżyseria        | Scenariusz     | Premiera USA      | Czas Trwania |
| --- | - | ---------------------- | ----------------------- | ---------------- | -------------- | ----------------- | ------------ |
| 59 | 1 | Death Hits the Jackpot | Śmiertelna wygrana      | Vincent McEveety | Jeffrey Bloom  | 15 grudnia 1991   | 73 min       |
| Freddy Brower (Gary Kroeger) wygrywa miliony w jednej z popularnych gier liczbowych. Mężczyzna szalałby z radości, gdyby nie fakt, że wygraną musi ukryć przed żoną Nancy (Jamie Rose), z którą właśnie się rozwodzi. Na szczęście przypomina sobie o wujku Leonie (Rip Torn), poczciwym człowieku, który zgadza się odebrać pieniądze i udawać szczęśliwego zwycięzcę. Wkrótce okazuje się, że Leon nie zamierza rozstać się z wygraną. Wówczas Freddy postanawia odebrać mu ją siłą. Wkrótce w sprawę musi się włączyć porucznik Columbo. |   |                        |                         |                  |                |                   |              |
| 60 | 2 | No Time to Die         | Nie czas na umieranie   | Alan J. Levi     | Evan Hunter    | 15 marca 1992     | 73 min       |
| Młody detektyw Andy Parma (Thomas Calabro) bierze ślub z piękną modelką Melissą (Joanna Going). Wśród gości zaproszonych na ceremonię zaślubin znajduje się porucznik Columbo – stryj pana młodego. O jedenastej wieczorem para młoda opuszcza gości i udaje się do prywatnego apartamentu. Po wyjściu spod prysznica Andy przeżywa szok. Okazuje się, że jego żona zniknęła. W szafie wisi jej suknia ślubna, w pokoju nie ma śladów walki. Wezwany Columbo natychmiast rozpoczyna dochodzenie. Po krótkim czasie znajduje kawałek waty nasączony chloroformem. Wiadomo, że przed uprowadzeniem Melissa została uśpiona i nie mogła się bronić. Teraz pozostaje znaleźć sprawcę tego śmiałego czynu. |   |                        |                         |                  |                |                   |              |
| 61 | 3 | A Bird in the Hand…    | Lepszy wróbel w garści… | Vincent McEveety | Jackson Gillis | 22 listopada 1992 | 73 min       |
| Harold McCain (Greg Evigan) to wiecznie przegrywający nałogowy hazardzista. Mężczyzna musi omijać Las Vegas, w którym na jego powrót czeka wierzyciel Hacker (Michael Gregory). Pewnego dnia Harold pogrążony w dołku finansowym przypomina sobie o istnieniu dobrze sytuowanego wuja, Dużego Freda (Steve Forrest). Wprawdzie krewny niechętnie pożycza pieniądze, ale można ukryć się w jego letnim domu, położonym w leśnej głuszy. W dodatku skrytkę tę chętnie odwiedza żona wuja Dolores (Tyne Daly), z którą od pewnego czasu Harold utrzymuje intymne relacje. Po jednym z takich spotkań para kochanków postanawia pozbyć się Freda i podkłada ładunek wybuchowy w jego limuzynie. Pech sprawia, że przed eksplozją wujaszek podczas porannego joggingu zostaje potrącony przez inny samochód. Wyjaśnieniem sprawy zajmuje się porucznik Columbo. |   |                        |                         |                  |                |                   |              |

Seria dwunasta
| Nr | # | Tytuł oryginalny            | Tytuł polski                | Reżyseria        | Scenariusz       | Premiera USA         | Czas Trwania |
| --- | - | --------------------------- | --------------------------- | ---------------- | ---------------- | -------------------- | ------------ |
| 62 | 1 | It’s All in the Game        | To tylko gra                | Vincent McEveety | Peter Falk       | 31 października 1993 | 73 min       |
| Nick Franco (Armando Pucci) jest kochankiem dwóch kobiet: młodej i pięknej Lisy Martin (Claudia Christian) oraz starszej i bogatej Lauren Staton (Faye Dunaway). Podczas spotkań mężczyzna zapewnia każdą z nich o tym, że jest jedyna i wyjątkowa. Nie wie, że obie panie wiedzą o sobie i wspólnie planują jego śmierć. Pewnego dnia Lauren urządza przyjęcie w swojej imponującej posiadłości. Tego samego dnia Nick, zostaje zastrzelony przez nieznanego sprawcę. Zagadkę śmierci niefortunnego kochanka ma wyjaśnić porucznik Columbo. |   |                             |                             |                  |                  |                      |              |
| 63 | 2 | Butterfly in Shades of Gray | Motyl w odcieniach szarości | Dennis Dugan     | Peter S. Fischer | 10 stycznia 1994     | 73 min       |
| Bogaty i znany redaktor radiowy Fielding Chase (William Shatner) słynie ze swojego cynizmu, który przysparza mu wrogów. Jego wypowiedzi na antenie są bardzo ostre i boleśnie prawdziwe. Jedyną osobą bliska bezwzględnemu mężczyźnie jest jego pasierbica Viktoria (Molly Hagan), pracująca w tej samej rozgłośni. Okazuje się jednak, że również jej przestał odpowiadać zbyt ostry ton i zachowanie ojczyma. Dziewczyna marzy o samodzielności i pisaniu powieści. Apodyktyczny Fielding nie rozumie pragnień córki, a deklarowaną przez nią chęć zmiany zawodu odbiera jako osobistą porażkę. Za wszelką cenę, chce zatrzymać ją w radiu. Sposób jest jeden, musi pozbyć się kolegi redakcyjnego Geralda Wintersa (Jack Laufer), który pomaga dziewczynie realizować pragnienia. Gdy Winters ginie, sprawę jego śmierci bada porucznik Columbo. Doświadczony inspektor nie daje wiary alibi, jakie przedstawia mu Fielding. |   |                             |                             |                  |                  |                      |              |
| 64 | 3 | Undercover                  | Tajny agent                 | Vincent McEveety | Evan Hunter      | 2 maja 1994          | 73 min       |
| W jednym z mieszkań kamienicy czynszowej ktoś morduje młodego mężczyznę. Gospodyni budynku twierdzi, że to kolejny napad na tle rabunkowym, do którego doszło w jej domu. Policja, analizując ślady pozostawione na miejscu, zauważa, że napastnik, który dokonał zbrodni, był ranny. Świadkowie twierdzą, że nosił drogą skórzaną kurtkę. Do akcji wkracza porucznik Columbo, który w dłoni zabitego znajduje fragment fotografii. Wkrótce do detektywa zgłasza się pracownik zakładu ubezpieczeniowego, pan Brown (Harrison Page). Mężczyzna ma kolejny fragment tajemniczego zdjęcia. Informuje Columbo o trzecim istniejącym elemencie, który ma wskazać drogę do ukrytych 4 milionów dolarów. Pieniądze zrabowano sześć lat wcześniej z oddziału banku narodowego i starannie ukryto. Aby znaleźć mordercę Columbo udaje agenta ubezpieczeniowego.                                                                         |   |                             |                             |                  |                  |                      |              |

Seria trzynasta
| Nr | # | Tytuł oryginalny                     | Tytuł polski           | Reżyseria        | Scenariusz       | Premiera USA        | Czas Trwania |
| --- | - | ------------------------------------ | ---------------------- | ---------------- | ---------------- | ------------------- | ------------ |
| 65 | 1 | Strange Bedfellows                   | Dziwna znajomość       | Vincent McEveety | Peter S. Fischer | 8 maja 1995         | 73 min       |
| Graham McVeigh (George Wendt) jest hodowcą koni wyścigowych. Mężczyzna marzy o tym, aby jego stadnina stała się jedną z najlepszych w kraju. W realizacji ambitnych planów, przeszkadza mu młodszy brat Teddy (Jeff Yagher), nałogowy hazardzista. Pewnego dnia Graham dochodzi do wniosku, że musi pozbyć się Teddy’ego. Przed jedną z gonitw wmawia mu, że tym razem wygra koń ich hodowli. Młodszy McVeigh stawia na wierzchowca ogromną sumę pieniędzy pożyczonych od bukmachera i właściciela restauracji, Bruno Romano (Jay Acovone). Gdy przegrywa, Graham oferuje mu swoją pomoc. Zamierza zawieźć go do Bruna i spłacić dług. Po drodze z zimną krwią zabija Teddy’ego, a jego ciało pozostawia w porzuconym samochodzie. Liczy, że w morderstwo uda mu się wrobić bogatego Romano. Nie wie, że sprawą morderstwa zajmie się porucznik Columbo, któremu pomaga starej szkoły mafijny boss, Vincenzo Forteli (Rod Steiger). |   |                                      |                        |                  |                  |                     |              |
| 66 | 2 | A Trace of Murder – 25th Anniversary | Ślady zbrodni          | Vincent McEveety | Charles Kipps    | 15 maja 1997        | 73 min       |
| Cathleen Calvert (Shera Danese) razem z kochankiem, policjantem z wydziału kryminalnego, Patrickiem Kinsleyem (David Rasche), układa plan pozbycia się swojego męża, bogatego i wpływowego biznesmena, Clifforda Calverta (Barry Corbin). Podstępna kobieta namawia Patricka, by zabił konkurenta i osobistego nieprzyjaciela jej męża, maklera Howarda. Następnie oboje mają zrzucić winę na Clifforda. Liczą na to, że przez czas jego pobytu w więzieniu będą korzystać ze zgromadzonych przez niego pieniędzy. Ich intrygę demaskuje porucznik Columbo. |   |                                      |                        |                  |                  |                     |              |
| 67 | 3 | Ashes to Ashes                       | W proch się obrócisz   | Patrick McGoohan | Jeffrey Hatcher  | 8 października 1998 | 73 min       |
| Reporterka telewizyjna Verity Chandler (Rue McClanahan) planuje zemstę na byłym kochanku Ericu (Patrick McGoohan), który porzucił ją dla innej. Grozi, że upubliczni kompromitujące informacje na temat jego życia. Wkrótce ginie bez śladu. Porucznik Columbo, zajmujący się sprawą, nie wierzy, że kobieta została uprowadzona przez grupę handlarzy narkotyków. Postanawia porozmawiać z Erikiem. |   |                                      |                        |                  |                  |                     |              |
| 68 | 4 | Murder with too Many Notes           | Śmiertelna partytura   | Patrick McGoohan | Jeff Cava        | 12 marca 2001       | 73 min       |
| Porucznik Columbo prowadzi śledztwo w sprawie śmierci młodego, nieco ekscentrycznego kompozytora Gabriela McEnery’ego (Chad Willett). Ten utalentowany muzyk, gdy trwały studyjne nagrania utworów jego autorstwa, wspinał się na dach budynku i dyrygował wyimaginowaną orkiestrą. Pewnego dnia jego ciało znaleziono na jednej z ulic. Columbo nie wierzy, że mężczyzna zginął wskutek nieszczęśliwego wypadku. Podejrzewa, że zabił go jego nauczyciel, utytułowany profesor i słynny kompozytor Findlay Crawford (Billy Connolly), który chciał pozbyć się konkurencji. Najprawdopodobniej otruł Gabriela, wyprowadził na dach i półprzytomnego zepchnął na dół. |   |                                      |                        |                  |                  |                     |              |
| 69 | 5 | Columbo Likes the Nightlife          | Nocne życie porucznika | Jeffrey Reiner   | Michael Alaimo   | 30 stycznia 2003    | 73 min       |
| Porucznik Columbo zajmuje się sprawą przestępstw popełnionych przez Justina Price'a (Matthew Rhys). Ten młody mężczyzna pomógł swojej przyjaciółce Vanessie (Jennifer Sky) w pozbyciu się ciała jej byłego małżonka, syna bossa mafii. Następnie, zachęcony powodzeniem pierwszej akcji, postanowił uciszyć, szantażującego go reportera jednego z popularnych brukowców. W końcu liczył na to, że wyprowadzi na manowce detektywa w obszernym prochowcu. |   |                                      |                        |                  |                  |                     |              |